# Kim Tae-kyun

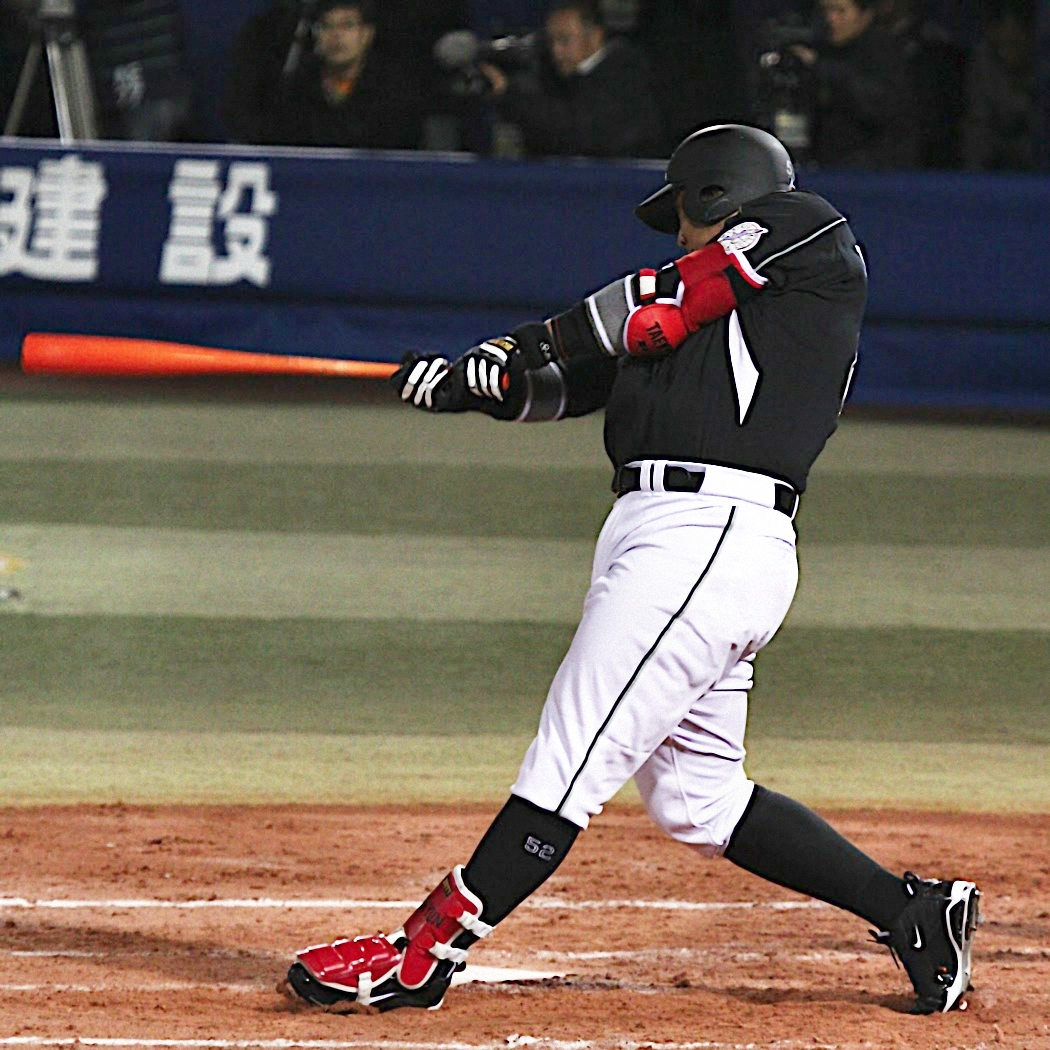
Kim Tae-kyun (2010)

Kim Tae-kyun (* 29. Mai 1982 in Cheonan, Chungcheongnam-do) ist ein südkoreanischer Baseballspieler auf der Position des First Baseman. Von 2001 bis 2009 spielte er für die Hanwha Eagles in der südkoreanischen Liga, anschließend von 2010 bis 2011 für die Chiba Lotte Marines in der japanischen Pacific League. Mit der Nationalmannschaft gewann er 2006 die Bronze-, 2009 die Silbermedaille beim World Baseball Classic (WBC), bei dem er 2009 auch in das All-WBC Team nominiert wurde.
Kim besuchte die Bugil-Oberschule im Dongnam-gu von Cheonan und war im Jahr 2000 Mitglied der südkoreanischen Mannschaft bei der U18-Juniorenweltmeisterschaft der IBAF in Kanada. Beim Draft 2001 kam er in der ersten Runde zu den Hanhwa Eagles, wo er bereits in seiner Rookie-Saison 2001 88 Einsätze hatte: Mit einem Batting Average von .335, einer On-Base Percentage von .436 und einer Slugging Percentage von .649 wurde Kim als Sininwang, als Rookie of the Year der Liga ausgezeichnet. Mit fast durchgehend über 100 Einsätzen pro Spielzeit gehörte er danach zur Stammbesetzung der Eagles und schlug regelmäßig mit Durchschnitten über oder knapp unter .300. Als Fielder erhielt er zweimal, 2005 und 2008, den Golden Glove als First Baseman. 2008, als er die Liga mit 31 Home Runs anführte, landete er bei der Abstimmung zum MVP auf Platz drei.
Nach der Saison 2009 wurde Kim zum Free Agent und die Liga erteilte den Chiba Lotte Marines die Erlaubnis, Verhandlungen für einen Wechsel in die japanische Liga aufzunehmen. Er unterzeichnete einen Zweijahresvertrag (mit Kluboption) über jährlich 150 Millionen Yen. In seiner ersten Saison bei den Marines hatte er 141 Einsätze (in 144 Spielen insgesamt) in der regulären Saison und erreichte anschließend mit seiner Mannschaft die Meisterschaftsserie 2010, die mit einem 4-2-Sieg über die Chūnichi Dragons endete. Während der Saison 2011 kehrte Kim im Juni nach Korea zurück, um eine Rückenverletzung behandeln zu lassen; im Juli kündigte er nach nur 31 Saisoneinsätzen an, die Marines 2011 verlassen zu wollen und ist in der Offseason 2011 wieder Free Agent in der koreanischen Liga.
Bei der japanischen Liga war er zwar mit seinem vollen Namen als 金泰均 registriert, seine lateinische Trikotaufschrift bei den Marines war aber nur sein Vorname als TAEKYUN. Er trägt die Rückennummer 52, die er bereits während seiner Karriere bei den Eagles getragen hatte.
Kim ist, wie er 2010 öffentlich bekanntgab, mit Kim Seok-ryu verlobt, einer Baseballmoderatorin vom Kabelsender KBS N Sports.